# Mistrzostwa Polski w hokeju na lodzie (1946/1947)
Mistrzostwa Polski w hokeju na lodzie 1946/1947 – 12. edycja mistrzostw Polski, rozegrana została w 1947 roku.

## Formuła
W turnieju finałowym rozegranym w Łodzi udział brały cztery zespoły. Broniąca tytułu Cracovia została rozstawiona w finale, a zgłoszeni mistrzowie okręgów zostali rozlosowani w półfinałach.

## Półfinały
8 stycznia 1947:
| Siemianowiczanka | - | Wisła Kraków   |                     |
| ŁKS Łódź         | - | Legia Warszawa |                     |
| Pomorzanin Toruń | - | Lechia Poznań  | 2:2 (1:1, 1:0, 0:1) |

12 stycznia 1947:
| Wisła Kraków   | - | Siemianowiczanka |                     |
| Legia Warszawa | - | ŁKS Łódź         | 3:4 (0:1, 2:0, 2:2) |
| Lechia Poznań  | - | Pomorzanin Toruń | 1:0 (0:0, 1:0, 0:0) |

Terminy i wyniki na podstawie Kuriera Sportowego

## Turniej finałowy
| 24.01.1947 | Cracovia | - | Lechia   | 6:2 (1:1, 1:0, 4:1) |
| 24.01.1947 | ŁKS      | - | Wisła    | 3:2 (0:0. 1:2, 2:0) |
| 25.01.1947 | Wisła    | - | Lechia   | 8:0 (3:0, 1:0, 4:0) |
| 25.01.1947 | Cracovia | - | ŁKS      | 4:0 (2:0, 1:0, 1:0) |
| 26.01.1947 | Wisła    | - | Cracovia | 3:2 (1:2, 1:0, 1:0) |
| 26.01.1947 | ŁKS      | - | Lechia   | 1:1 (0:0, 1:1, 0:0) |

Drużyny wystąpiły w następujących składach i grały przez cały czas trwania turnieju bez zmian.
Wisła — Bratek, Sokołowski, Bałaj, Jasiński, Palus, Olasa, Heter, Giszowski, Kowalski, Korzeniowski, Dziubiński
Cracovia — Maciejko, Kasprzycki, Gondek. Marchewczyk, Wolkowski, Popiel. Więcek, Skorzewski, Ostrowski
ŁKS — Makutynowicz, Meternich, Werner, Król, Kelm, Czyżewski, Głowacki, Sokołowski, Staniszewski
Lechia — Muszyński, Kasprzak, Sobkiewicz, Lewandowski,
Nuszel, Koczewski, Rzymalski, Nosal, Dybalski
Terminy, wyniki i składy na podstawie Kuriera Sportowego

### Tabela
| Lp. | Zespół        | M | Pkt | W | R | P | G + | G - | +/- |
| --- | ------------- | - | --- | - | - | - | --- | --- | --- |
| 1   | Wisła Kraków  | 3 | 4   | 2 | 0 | 1 | 13  | 5   | +8  |
| 1   | Cracovia      | 3 | 4   | 2 | 0 | 1 | 12  | 5   | +7  |
| 3   | ŁKS Łódź      | 3 | 3   | 1 | 1 | 1 | 4   | 7   | -3  |
| 4   | Lechia Poznań | 3 | 1   | 0 | 1 | 2 | 3   | 15  | -12 |

### Mecz o mistrzostwo
Mecz dodatkowy, ze względu na równą liczbę punktów w tabeli:
| 2.02.1947 | Cracovia | – | Wisła Kraków | 4:3 (0:0, 3:0, 1:3) |